# Carl Otto Bergman
Carl Otto Bergman (i riksdagen kallad Bergman i Bodträskfors och senare Bergman i Gällivare), född 29 april 1828 i Luleå, död 21 juni 1901 på sitt jordbruk i Sandträsk i Edefors församling i Norrbottens län, var en svensk militär, industriman, kommunalpolitiker och riksdagsman.
Bergman kallades också Norrbottenskungen. Han gifte sig 1855 med Fredrika Rutberg. 

## Biografi
Bergman blev student vid Uppsala universitet 1850, officer 1852 och avancerade till överste i armén 1894. Hans huvudsakliga verksamhetsområde blev dock ett helt annat än det militära. Som disponent för Bodträskfors under åren 1860–1887 anlade han trädgårdar, växthus och betydande odlingar, som vid den tiden var helt nya för Norrbotten. Drivhusen (för bland annat vindruvor) vid Bergmans sommarresidens Fjällnäs slott vid Dundrets fot och vid Sandträsk är goda exempel på detta. Uppmuntrad av denna framgång inriktade sig Bergman på att tillvarata de naturrikedomar som fanns i denna då försummade landsdel, och dessutom försöka få deras exploaterande överfört till svenska händer.
Bergman var involverad i Norrbottens trävaruindustri, lantbruk och gruvdrift. Som förvaltare av Bodträskfors sågverk från 1860 arbetade han upp detta till att bli ett av länets största och mest givande industriella företag. Han arbetade entusiastiskt för att förbättra flottleder och andra transportmedel.
Då det engelska bolag, som ägde det stora järnmalmsfältet vid Gällivare, inte skötte försvarsarbetena enligt bestämmelserna i 1885 års gruvstadga, inmutade Bergman 1886–1888 hela fältet. År 1888 inledde han en process mot bolaget, som slutade med att Gällivare malmberg (utom Koskullskulle) mot en viss förlikningssumma åter blev svenskt. Hans erbjudande till staten att lösa in gruvorna för ett par miljoner kronor avslogs. Bergman bildande tillsammans med konsul Gustaf Emil Broms bolaget AB Gellivare Malmfält, som kom att äga järnmalmsfyndigheterna i såväl Malmberget som Luossavaara-Kiirunavaara. Under några år arbetade han i ledningen för bolaget, samt inmutade andra malm- och mineralfyndigheter inom lappmarkerna. Hans personliga förmögenhet påverkades negativt av engagemanget i Ruotevare järnmalmsfält. Hans bolag gick, efter flera års svårigheter, i konkurs år 1901. Efter några år inlemmades bolaget i LKAB.
Bergman låg också bakom att staten övertog byggandet av Malmbanan mellan Luleå och Gällivare. Han var även drivande i utvecklingen av Bodens militära anläggningar. Från 1881 och fram till sin död 1901, med undantag av åren 1884–1888, var han ledamot av första kammaren, de första tre åren för Västerbottens läns valkrets, och senare för Norrbottens läns valkrets. Han var mångårig medlem av Norrbottens läns landsting, bland annat som vice ordförande och ordförande. 
Bergman blev 1883 ledamot av Kungliga Lantbruksakademien.
Carl Otto Bergman har fått Bergmansgatan i centrala Malmberget uppkallad efter sig.

## Utmärkelser
- Riddare av första klass av Svärdsorden (1874)
- Riddare av Nordstjärneorden (1883)
- Kommendör av andra klass av Vasaorden (2 augusti 1894).